# Gran coro infantil
El Gran coro infantil de la Radio y Televisión Central Nacional de la URSS (Большой детский хор Всесоюзного радио и Центрального телевидения en ruso, transl. Bolshoi detskiy khor Vsesoyuznova radio i Tsentralnovo televideniya), (abreviado como BDJ БДХ) es un grupo coral infantil rusa formada en 1970 y uno de los más conocidos de la antigua Unión Soviética y actual Rusia.

## Historia
El grupo se formó en Moscú en 1970 por el profesor y director de orquesta Viktor Popov
El coro tiene un gran repertorio de composiciones musicales, entre los que se incluyen canciones de corta duración, cantatas, música clásica y canciones patrióticas de la época. Durante la era soviética y la consecuente desmembración del país, el grupo gozó de popularidad entre la sociedad por sus canciones para series y películas tanto infantiles como para el público adolescente además de haber actuado algunos en la televisión durante los años 80.